# Djuna Barnes
Djuna Barnes (Cornwall on Hudson, 12. lipnja 1892. – New York, 18. veljače 1982.), američka književnica.
Autorica je drama, kratkih priča i kritika. Služeći se pomnom analizom sadržaja svijesti i bizarnim metaforama, prikazuje izdvojenost i otuđenost ljudi modernog građanskog društva.

## Djela
- "Knjiga odbojnih žena",
- "Noćno raslinje",
- "Noć među konjima",
- "Antiphon".